# Производящая функция моментов
Производя́щая фу́нкция моме́нтов — способ задания вероятностных распределений. Используется чаще всего для вычисления моментов.

## Определение
Пусть есть случайная величина {\displaystyle X} с распределением {\displaystyle \mathbb {P} ^{X}}. Тогда её производящей функцией моментов называется функция, имеющая вид:
{\displaystyle M_{X}(t)=\mathbb {E} \left[e^{tX}\right]}.
Пользуясь формулами для вычисления математического ожидания, определение производящей функции моментов можно переписать в виде:
{\displaystyle M_{X}(t)=\int \limits _{-\infty }^{\infty }e^{tx}\,\mathbb {P} ^{X}(dx)},
то есть производящая функция моментов — это двустороннее преобразование Лапласа плотности распределения случайной величины (с точностью до отражения).

## Дискретные и абсолютно непрерывные случайные величины
Если случайная величина {\displaystyle X} дискретна, то есть {\displaystyle \mathbb {P} (X=x_{i})=p_{i},\;i=1,2,\ldots }, то
{\displaystyle M_{X}(t)=\sum _{i=1}^{\infty }e^{tx_{i}}\,p_{i}}.
Пример. Пусть {\displaystyle X} имеет распределение Бернулли. Тогда
{\displaystyle M_{X}(t)=e^{t\cdot 1}\cdot p+e^{t\cdot 0}\cdot q=pe^{t}+q}.
Если случайная величина {\displaystyle X} абсолютно непрерывна, то есть она имеет плотность {\displaystyle f_{X}(x)}, то
{\displaystyle M_{X}(t)=\int \limits _{-\infty }^{\infty }e^{tx}\,f_{X}(x)\,dx}.
Пример. Пусть {\displaystyle X\sim U[0,1]} имеет стандартное непрерывное равномерное распределение. Тогда
{\displaystyle M_{X}(t)=\int \limits _{0}^{1}e^{tx}\cdot 1\,dx=\left.{\frac {e^{tx}}{t}}\right\vert _{0}^{1}={\frac {e^{t}-1}{t}}}.

## Свойства производящих функций моментов
Свойства производящих функций моментов во многом аналогичны свойствам характеристических функций в силу похожести их определений.
- Производящая функция моментов однозначно определяет распределение. Пусть {\displaystyle X,Y} суть две случайные величины, и {\displaystyle M_{X}(t)=M_{Y}(t),\;\forall t}. Тогда {\displaystyle \mathbb {P} ^{X}=\mathbb {P} ^{Y}}. В частности, если обе величины абсолютно непрерывны, то совпадение производящих функций моментов влечёт совпадение плотностей. Если обе случайные величины дискретны, то совпадение производящих функций моментов влечёт совпадение функций вероятности.
- Производящая функция моментов как функция случайной величины однородна:

{\displaystyle M_{aX}(t)=M_{X}(at),\;\forall a\in \mathbb {R} }.
- Производящая функция моментов суммы независимых случайных величин равна произведению их производящих функций моментов. Пусть {\displaystyle X_{1},\ldots ,X_{n}} есть независимые случайные величины. Обозначим {\displaystyle S_{n}=\sum \limits _{i=1}^{n}X_{i}}. Тогда

{\displaystyle M_{S_{n}}(t)=\prod \limits _{i=1}^{n}M_{X_{i}}(t)}.

## Вычисление моментов
{\displaystyle \mathbb {E} \left[X^{n}\right]=\left.{\frac {d^{n}}{dt^{n}}}M_{X}(t)\right\vert _{t=0}}.